# 南河街
南河街，位於臺南市中西區 ，台南昔日五條港之一的南河港邊道路，自鎮渡頭起向東沿行今之和平街，可直抵城內大井頭一帶（今民權路二段），為出入大西門的要道之一。

## 歷史與分界
整條南河街可分為「頂南河街」及「下南河街」；以仁愛街（看西街）為界，以東為頂南河街，以西為下南河街，嘉慶年間續修《台灣縣志》寫做外上南濠街、外南濠街；昔日這裡是以南沙宮為團結中心的盧氏族人之據點，運載的貨物以南北雜物為大宗。
在清領、日據時期，這條街為出入大西門的要道之一，因此曾有煙花女子於城牆下招攬碼頭工人進入他們的溫柔鄉，而南河街也就林立著妓院、花樓，因此南河街又被稱為「花街」，皆花園、山本樓、北國樓、東樓，以及高糸こと任職的高砂樓等，都位居在此地；後於1916年，因日本政府規劃了新市區「新町」，妓院、花樓亦一間間遷去，南河街因而日漸沒落。
2016年，台南市政府文化局實施「南沙宮歷史街區改造工程」，於2017年1月完工。

## 廟宇
位於南河港邊、為石氏捐廟地並由舊下南河、頂南河街、看西街、松仔腳等地的居民及盧氏族人捐資建廟的南沙宮，是南河港之主廟，而該宮黃府二千歲亦被稱為「南河港主」；因當時船隻及處理貨物多於南沙宮前停靠與處理，因此南沙宮有「港頭廟」之稱。